# Sh2-123
Sh2-123 è una piccola nebulosa a emissione visibile nella costellazione del Cigno.
Si individua sul bordo nordoccidentale della costellazione, a nordovest della linea che congiunge le stelle ρ Cygni e 75 Cygni; il periodo più indicato per la sua osservazione nel cielo serale ricade fra i mesi di luglio e dicembre e l'osservazione è notevolmente più facilitata per osservatori posti nelle regioni dell'emisfero boreale terrestre.
Sh2-123 è un piccolo e debole sistema di filamenti nebulosi che si estendono per circa 13 primi d'arco sullo sfondo di un campo stellare formato principalmente da deboli stelline. L'unica stima della distanza per questa nebulosa è stata effettuata nel 2003 e fornisce un valore di 3800 parsec, pari a circa 12400 anni luce; se questa misura dovesse rivelarsi corretta, Sh2-123 si dovrebbe trovare al di là del grande sistema nebuloso di Cygnus X e probabilmente anche all'esterno del Braccio di Orione.